# 俄羅斯的安娜·彼得羅芙娜女大公
安娜·彼得羅芙娜·羅曼諾娃（俄語：Анна Петровна，1708年1月27日—1728年3月4日）是俄羅斯帝國彼得大帝和女皇叶卡捷琳娜一世的大女兒。
她的妹妹伊麗莎白·彼得羅芙娜·羅曼諾娃為1741年至1762年之間的女皇。雖然她是一名储君，但由於政治原因她並沒有繼承王位。然而，她的兒子彼得三世在1762年統治帝國，繼承伊麗莎白·彼得羅芙娜·羅曼諾娃的皇位。她是石勒苏益格-荷尔斯泰因公爵卡爾·弗里德里希的夫人。